# Fighting Fish
Fighting Fish is een Nederlandse speelfilm uit 2004. De film noemt zichzelf de eerste Nederlandse martial artsfilm.
De titel van de film verwijst naar twee sierlijke Chinese vechtvissen die elkaar genadeloos afmaken, of beter gezegd dat westerse en Chinese culturen maar moeilijk samengaan. Amper 10.000 mensen bezochten de film in de bioscoop.

## Verhaal
A-ken komt vanuit Hongkong naar Rotterdam, na vernomen te hebben dat zijn broer vermoord is. Hij gaat op zoek naar de dader, maar moet ook zijn vader en zijn bende onder ogen komen. Al gauw komt hij in aanraking met twee onderwereldbendes.

## Rolverdeling
- Kim Ho Kim - A-Ken
- Chantal Janzen - Jennifer
- Jennifer de Jong - Lynn
- Ron Smoorenburg - Mark
- Banny Ho - Mr Yam
- Sing Li - Mr Mann

## Trivia
De film zou al in 2003 in de bioscoop vertoond worden, maar door financiële problemen werd dit uitgesteld tot 2004. Vj Jeroen Post had ook een klein rolletje in de film, omdat hij een achtergrond heeft in de vechtsport. Ilse DeLange zong de titelsong van de film, genaamd Wouldn't That Be Something. De film kreeg redelijke tot goede reviews in het buitenland, maar de poging kon in Nederland op weinig enthousiasme rekenen.